# 烏淵村役場襲撃事件
烏淵村役場襲撃事件（うぶちむらやくばしゅうげきじけん）は群馬県の水平社が1923年に起こした暴動事件。

## 概略
1923年4月23日、群馬県西群馬郡倉田村（現・高崎市）の水平社員が同村で大会を開いた際、隣村の碓氷郡烏淵村（現・高崎市）の吏員を招いたが、誰も出席しなかった。
このことを逆恨みした水平社員らは、烏淵村役場に大挙して押しかけ、助役ほか2名を殴打負傷させ、さらに役場のガラス戸を破壊した。
このため高崎区裁判所や高崎警察署や安中警察署が出動し、同月27日から犯人を検挙。倉田村と烏淵村の有志は加害者と被害者の間に入り仲裁を試みたが、水平社員は各方面から応援を受けて気勢を上げ、倉田村では小学生まで鎌や棍棒を携えて示威運動をおこなった。水平社員の中には、この機に乗じ、村内の富豪の家をことごとく焼き払うと脅迫する者もいた。このため、恐れおののいた富豪たちが家財道具を土蔵内に避難させる騒ぎに発展した。
同じ時期に碓氷郡秋間村（現・安中市）でも水平社の演説会に小学校の校舎を貸すか貸さないかをめぐり暴動が起きそうになり、群馬県警察が警戒を強化した。